# Pedro Henriques (arbitre)
Pour les articles homonymes, voir Pedro Henriques.
Pedro Henriques est un arbitre portugais de football né le 26 septembre 1965  à Lisbonne au (Portugal). 
Il est arbitre depuis 1990. Il est promu dans le championnat portugais comme arbitre portugais de 1re catégorie lors de la saison 2001-2002.
Il est élu meilleur arbitre du championnat portugais lors de la saison 2002/2003 puis une nouvelle fois lors de la saison 2004/2005.

## Statistiques
mis à jour à la fin de la saison 2008-2009
- 90 matches de 1re division portugaise.
- 81 matches de 2e division portugaise.